# Битка при Лонг Тан
Битката при Лонг Тан, провела се на 18 август 1966 г., е най-известното сражение на австралийската армия по време на Виетнамската война. Тя се провежда в каучукова плантация близо до Лонг Тан, в провинция Фуок Туй, Южен Виетнам. Действието се води между частите на Виет Конг и Народната армия на Виетнам и елементите на 1-во австралийско оперативно съединение.
Австралийците започват да пристигат между април и юни 1966 г., изграждайки база в Нуй Дат. По пладне на 18 август виетнамците ги нападат, а австралийците извикват артилерийски удар. Настава ожесточена битка, докато виетнамските части се опитват да обградят австралийците. След няколко часа пристигат два вертолета UH-1B Iroquois в помощ на австралийците. Артилерийският обстрел им позволява да издържат до нощта и да образуват отбранителна позиция. На следващия ден те разузнават остойностите и установяват, че виетнамските части са се изтеглили.
След битката изникват няколко противоречия, включително фалшифициране на официалните събития и разкрасяване на ролите на няколко офицера, спорове относно броя на жертвите и размера на силите. Австралийската оценка относно броя на виетнамските жертви води до раздор сред войниците, които твърдят, че броят на жертвите е бил увеличен за пред обществеността.
В крайна сметка, и двете страни претендират за победа в битката.